# Песни века
«Песни века» (англ. Songs of the Century) — это список, который является частью образовательного проекта от Ассоциации звукозаписывающей индустрии Америки (RIAA), Национального фонда искусств и Учебной Корпорации, который направлен на «оказание содействия лучшему пониманию музыкального и культурного наследия Америки» в американских школах. Сотням респондентов, в числе которых были: должностные лица, люди из музыкальной индустрии и средств массовой информации, преподаватели и студенты, в 2001 году было предложено выбрать 365 лучших песен (не обязательно сочиненных американцами в XX-веке), с наивысшим историческим значением в их памяти. Респонденты были отобраны непосредственно RIAA, хотя только около 15 % (200) из 1300 кандидатов ответили.

## Список
Список из 25 лучших песен в порядке полученных голосов. Каждая композиция сопровождается именем музыканта, который сделал запись этой песни.
| #  | Название                           | Музыкант                |
| -- | ---------------------------------- | ----------------------- |
| 1  | «Over the Rainbow»                 | Джуди Гарленд           |
| 2  | «White Christmas»                  | Бинг Кросби             |
| 3  | «This Land Is Your Land»           | Вуди Гатри              |
| 4  | «Respect»                          | Арета Франклин          |
| 5  | «American Pie»                     | Дон Маклин              |
| 6  | «Boogie Woogie Bugle Boy»          | Сёстры Эндрюс           |
| 7  | West Side Story (альбом)           | Оригинальные авторы     |
| 8  | «Take Me Out to the Ball Game»     | Нора Бейес              |
| 9  | «You've Lost That Lovin' Feelin'»  | The Righteous Brothers  |
| 10 | «The Entertainer»                  | Скотт Джоплин           |
| 11 | «In the Mood»                      | Оркестр Гленна Миллера  |
| 12 | «Rock Around the Clock»            | Bill Haley & His Comets |
| 13 | «When the Saints Go Marching In»   | Луи Армстронг           |
| 14 | «You Are My Sunshine»              | Джимми Дэвис            |
| 15 | «Mack the Knife»                   | Бобби Дарин             |
| 16 | «(I Can't Get No) Satisfaction»    | The Rolling Stones      |
| 17 | «Take the A Train»                 | Оркестр Дюка Эллингтона |
| 18 | «Blueberry Hill»                   | Фэтс Домино             |
| 19 | «God Bless America»                | Кейт Смит               |
| 20 | «Stars and Stripes Forever»        | Джон Филип Суза         |
| 21 | «I Heard It Through the Grapevine» | Марвин Гэй              |
| 22 | «(Sittin' on) the Dock of the Bay» | Отис Реддинг            |
| 23 | «I Left My Heart in San Francisco» | Тони Беннетт            |
| 24 | «Good Vibrations»                  | The Beach Boys          |
| 25 | «Stand by Me»                      | Бен Кинг                |

Среди наиболее заметных упущений списка «25 лучших песен» — произведения Джорджа Гершвина и Элвиса Пресли, которые очень ценятся Библиотекой Конгресса и Смитсоновским институтом.